# Грийнуд Вилидж
Грийнуд Вилидж (на английски: Greenwood Village) е град в окръг Арапахо, щата Колорадо, САЩ. Грийнуд Вилидж е с население от 12 817 жители (2006) и обща площ от 21 km². Намира се на 1666 m надморска височина. ЗИП кодът му е 80110-80112 & 80121 & 80155, а телефонният му код е 303, 720.